# Східна Пруссія (гау)
Гау Східна Пруссія (нім. Gau Ostpreußen) — обласна адміністративна одиниця Націонал-соціалістичної робітничої партії Німеччини з 1925 до 1933 року та адміністративно-територіальна одиниця нацистської Німеччини з 1933 по 1945 рік у межах провінції Східна Пруссія Вільної держави Пруссія. 

## Історія
Партійну обласну адміністративну одиницю було засновано на конференції в Кенігсберзі 6 грудня 1925 року. Починаючи з 1933 року, після захоплення влади нацистами, гау дедалі більше витісняли традиційний німецький поділ на землі.
1939 року гау Східна Пруссія розширили за рахунок анексованого до складу Німеччини Клайпедського краю Литви та окупації Польщі. Водночас частину території від гау було передано Данцигу — Західній Пруссії. Після нападу Німеччини на СРСР до складу гау також увійшло білоруське місто Гродно (нім. Garten).
Після війни частину колишнього гау включно з його адміністративним центром приєднали до Радянського Союзу, утворивши Калінінградську область у вигляді ексклаву у складі Російської РФСР. Основну частину території було передано післявоєнній Польщі, Клайпедський край було повернуто Литовській РСР, а Гродненщину Білоруській РСР.

## Керівництво
На чолі кожного гау стояв гауляйтер, посада якого ставала все більш потужною за дедалі меншого втручання згори, особливо після початку Другої світової війни. Місцеві гауляйтери часто поєднували урядові та партійні посади, відповідаючи, серед іншого, за пропаганду та нагляд, а з вересня 1944 року — за фольксштурм і оборону ввіреного йому гау.
Посаду гауляйтера у Східній Пруссії у 1925—1926 роках обіймав Вільгельм Штіх, з 1926 по 1927 рік — Бруно Густав Шервіц, у 1927—1928 роках Ганс Альберт Гонфельдт (в. о.), а з 1 жовтня 1928 року і до кінця нацистського режиму Еріх Кох.